# Klaus Schønning

Klaus Schønning er en dansk musiker og pioner inden for genrerne elektro-akustisk og New Age. Stadig aktiv og behersker mange tangent- og strengeinstrumenter. 
Klaus Schønning har på nuværende tidspunkt udgivet mere end 30 soloalbums siden 1979 debuten Lydglimt der stadig nyder kultstatus. Desuden udgivet albums med flere forskellige musikalske partnere.

## Diskografi
Studiealbum:
- Lydglimt (1979)
- Cyclus (1980)
- Nasavu (1982)
- Locrian Arabesque (1985)
- Arctic Light (1987)
- Symphodysse 1 (1988)
- Symphodysse 2 (1989)
- Symphodysse 3 (1990)
- Symphodysse 4 (1992)
- Magic Cafe (1993)
- Endless Corridor (1995)
- Copenhagen (1996)
- Rune Quest (1997)
- Mysteries from the past (1998)
- Stars in the night (2000)
- Invisible Worlds (2002)
- Fairytales (2005)
- Flow (2009)
- Spirits Of Sports (2010)
- Sacred Moments (2011)
- City (2012)
- Sanctum (2014)
- Elements (2015)
- Palette (2016)
- Kaleidoscope (2017)
- Lydglimt II (2018)
- Symphodysse V (2020)

Wellness-serien
- Symphonies of Wellness (2006)
- Melodies of Wellness (2007)
- Harmonies of Wellness (2008)
- Christmas & Wellness (2008)

Schønning Sejr
- Constellations (2019)
- Classic Constellations (2019)